# Stephan Brandl
Stephan Brandl (* 26. Januar 1970 in Neukirchen beim Heiligen Blut) ist ein deutscher Koch. 

## Werdegang
Brandl absolvierte seine Ausbildung im heimatnahen „Berggasthof am Hohen Bogen“ und dann in verschiedenen Küchen der Steigenberger Hotels in Lam, Bad Griesbach und Frankfurt. Von 1990 an arbeitete er als Küchenchef, zuerst wieder in  Neukirchen im „Burghotel am Hohen Bogen“, dann von 1994 bis 1999 im „Grauen Hasen“ in Deggendorf. 
1999 bis 2001 war er Küchenchef im „Restaurant im Schiffchen“ von Jean-Claude Bourgueil in Düsseldorf, das damals mit drei Michelin-Sternen ausgezeichnet war. 2001 bis 2008 war er Inhaber von „Gut Apfelkam“ in Rohrdorf, das ab 2004 mit einem Michelin-Stern ausgezeichnet wurde. Von Februar 2008 bis Mai 2014 war er Küchenchef neben Heinz Winkler in dessen „Residenz Heinz Winkler“ in Aschau, das ab 2009 mit zwei Michelin-Sternen ausgezeichnet wurde.
Seit Mitte 2014 kocht Brandl nahe seiner Heimat im Wellnesshotel Bayerwaldhof bei Bad Kötzting. Im April 2017 wurde dort das Restaurant Leos by Stephan Brandl eröffnet, das im November 2017 mit einem Michelinstern ausgezeichnet wurde.

## Auszeichnungen
- 2007: Aufsteiger des Jahres, Bertelsmann Guide